# Sigma-álgebra de Lebesgue
Em matemática, sobretudo na teoria da medida, a {\displaystyle \sigma -}álgebra de Lebesgue é uma família de conjuntos que recebem o nome de conjuntos mensuráveis à Lebesgue, ou ainda, conjuntos Lebesgue mensuráveis.
Esta família é formada por subconjuntos do {\displaystyle \mathbb {R} ^{n}\,}, forma uma sigma-álgebra e é denotada normalmente por {\displaystyle {\mathfrak {L}}^{n}\,}.
A {\displaystyle \sigma -}álgebra de Lebesgue contém todos os conjuntos abertos e fechados e portanto todos os conjuntos da álgebra de Borel.

## Definição
Um subconjunto {\displaystyle E\,} de {\displaystyle \mathbb {R} ^{n}\,} pertence a {\displaystyle {\mathfrak {L}}^{n}\,} se e somente se tiver a seguinte propriedade:
{\displaystyle \mu ^{*}(S)=\mu ^{*}(S\cap E)+\mu ^{*}(S\cap E^{c})\,\forall S\subseteq \mathbb {R} ^{n}}
onde {\displaystyle \mu ^{*}\,} é a medida exterior de Lebesgue.

## Definição equivalente
Um subconjunto {\displaystyle E\,} de {\displaystyle \mathbb {R} ^{n}\,} pertence a {\displaystyle {\mathfrak {L}}^{n}\,} se e somente se estiver entre dois borelianos cuja diferença tem medida zero:
{\displaystyle A\subseteq E\subseteq B\,~~~\mu (B\backslash A)=0\,}
Pode-se mostrar que é possível supor  {\displaystyle A\in {\mathfrak {F}}_{\sigma }\,} e {\displaystyle B\in {\mathfrak {G}}_{\delta }\,}.